# بریانی حیدرآبادی
بریانی حیدرآبادی یک بشقاب برنج باسماتی و گوشت بز می‌باشد. گاهی از گوشت مرغ به جای گوشت بز استفاده می‌شود که به بریانی مرغ معروف است.
ترکیب غذاهای مغولی یا گورکانیان هند و آندرا پرادشی در آشپزخانهٔ نظام حیدرآباد، حاکم قلمرو تاریخی حیدرآباد، منجر به پیدایش بریانی حیدرآبادی شد.

## تاریخچه
حیدرآباد در دهه ۱۶۳۰ توسط مغول‌ها فتح شد و مغول‌ها بر آن حکومت کردند. در نتیجه سبک‌های آشپزی مغولی با سبک‌های محلی برای ایجاد غذاهای حیدرآبادی در هم آمیخته شد. فولکلور محلی در اواسط قرن ۱۸ در طی یک سفر شکار، بریانی حیدرآبادی را به سرآشپز نظام اول، نظام الملک، آصف جاه اول نسبت می‌دهد. در سال ۱۸۵۷، زمانی که امپراتوری مغول در دهلی افول کرد، حیدرآباد به عنوان مرکز فرهنگ آسیای جنوبی ظاهر شد، که منجر به ترکیبی از نوآوری‌ها در بریانی حیدرآبادی شد.
علیرغم افسانه‌هایی که بریانی حیدرآبادی را به سرآشپز نظام نسبت می‌دهند، منشأ بریانی جنوب هند است و از انواع پلو که توسط بازرگانان عرب به جنوب آسیا آورده شده است، درست می‌شود.

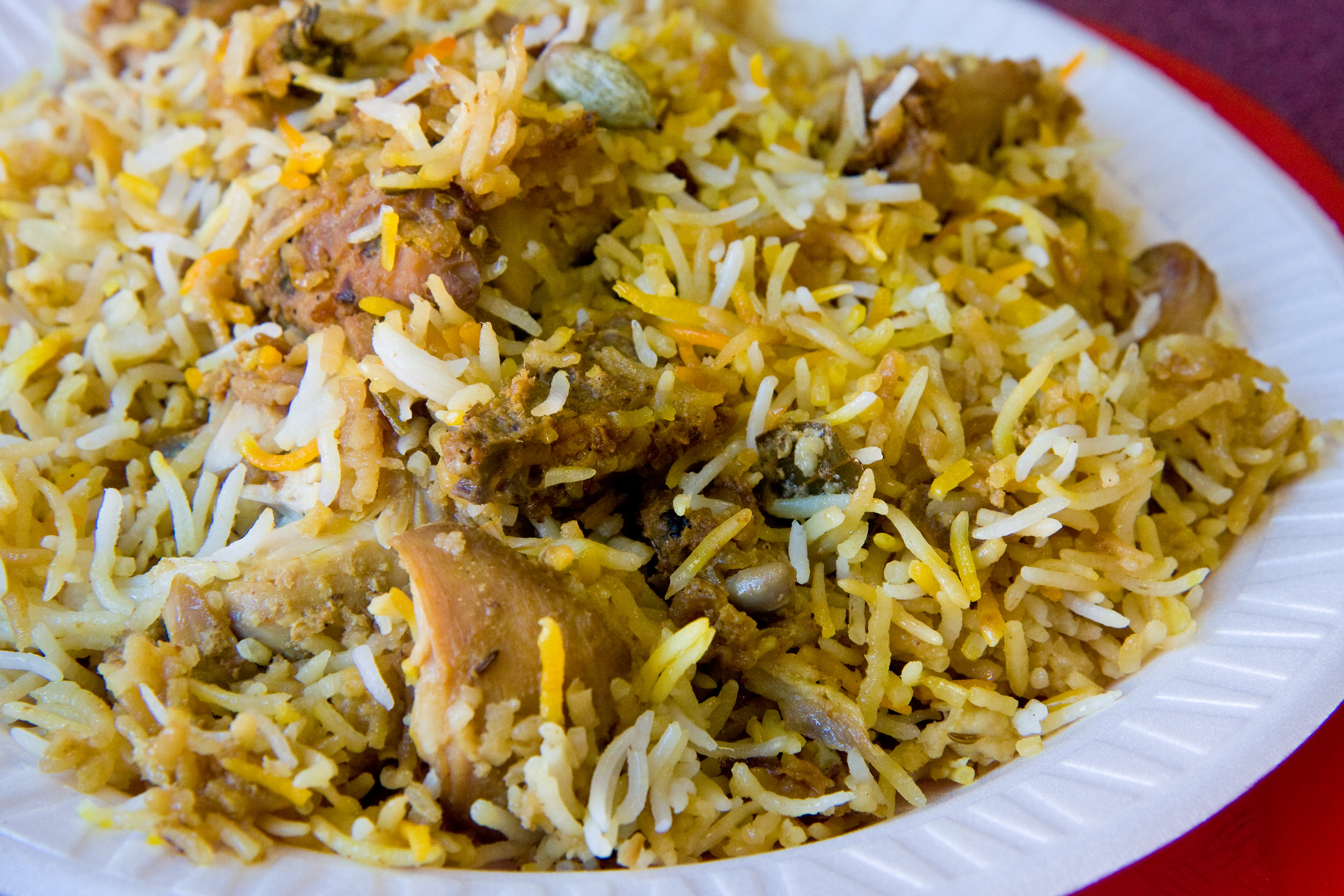
چیکن بریانی حیدرآبادی یا بریانی مرغ حیدرآباد

## مواد تشکیل‌دهنده
مواد تشکیل‌دهندهٔ این غذا شامل برنج باسمتی، گوشت، ماست، پیاز، ادویه جات، لیمو، زعفران، گشنیز و پیاز سرخ کرده به عنوان چاشنی می‌باشد.
بهترین نوع گوشت برای استفاده در بریانی، گوشت مرغ، گوشت بز و بره می‌باشد.